# Adobe Photoshop Elements
 (août 2018).
Adobe Photoshop Elements est un logiciel de retouche photo. C'est une version limitée du logiciel professionnel Adobe Photoshop.
Ses principaux concurrents sont GIMP, Paint.net et Krita.
Adobe Photoshop Elements est disponible pour MacOS X (ultérieur ou antérieur), ainsi que sur Windows 7 (ultérieur ou antérieur).
Ce logiciel fait partie de la gamme « Elements » d'Adobe avec Adobe Premiere Elements. 
La version 2023 d’Adobe Photoshop Elements se voit ajouter la technologie IA d’Adobe Sensei et l’automatisation de certaines tâches complexes.

## Historique des versions
- Adobe Photoshop 4 LE : 1996
- Adobe Photoshop 5 LE : 1999
- Adobe Photoshop Elements 1.0 : avril 2001
- Adobe Photoshop Elements 2.0 : août 2002
- Adobe Photoshop Elements 3.0 : octobre 2004
- Adobe Photoshop Elements 4.0 : octobre 2005
- Adobe Photoshop Elements 5.0 : octobre 2006
- Adobe Photoshop Elements 6.0 : octobre 2007
- Adobe Photoshop Elements 7.0 : octobre 2008
- Adobe Photoshop Elements 8.0 : septembre 2009
- Adobe Photoshop Elements 9.0 : septembre 2010
- Adobe Photoshop Elements 10.0 : septembre 2011
- Adobe Photoshop Elements 11.0 : septembre 2012
- Adobe Photoshop Elements 12.0 : septembre 2013
- Adobe Photoshop Elements 13.0 : septembre 2014
- Adobe Photoshop Elements 14.0 : septembre 2015
- Adobe Photoshop Elements 15.0 : octobre 2016
- Adobe Photoshop Elements 2018 : 4 octobre 2017
- Adobe Photoshop Elements 2019 : octobre 2018
- Adobe Photoshop Elements 2020 : octobre 2019
- Adobe Photoshop Elements 2021 : octobre 2020
- Adobe Photoshop Elements 2022 : octobre 2021
- Adobe Photoshop Elements 2023 : septembre 2022
- Adobe Photoshop Elements 2024 : septembre 2023